# (25006) 1998 OD13
A (25006) 1998 OD13 a Naprendszer kisbolygóövében található aszteroida. Eric Walter Elst fedezte fel 1998. július 26-án.